# Acrocercops obscurella
Acrocercops obscurella là một loài bướm đêm thuộc họ Gracillariidae. Nó được tìm thấy ở Queensland.